# Habrostolodes congressa
Habrostolodes congressa är en fjärilsart som beskrevs av Walker 1858. Habrostolodes congressa ingår i släktet Habrostolodes och familjen nattflyn. Inga underarter finns listade i Catalogue of Life.